# Crotalus atrox
Il crotalo adamantino occidentale (Crotalus atrox), è il più conosciuto dei serpenti a sonagli; tra i più diffusi tra i crotali, assieme al crotalus horridus sul lato atlantico e al crotalus viridis sul lato occidentale del Nordamerica, appartiene alla famiglia delle Viperidae, che vivono nel Nord  del continente americano.

## Descrizione
Le dimensioni sono notevoli (dai 120 cm fino ai 220 cm di lunghezza e circa 7 kg di peso è il secondo crotalo per dimensioni del mondo) soprattutto nel maschio che di solito è più lungo e meno tozzo della femmina. Le fauci sono dotate di lunghi denti cavi e retrattili, in grado di ripiegarsi quando l'animale chiude la bocca e di riposizionarsi in verticale all'apertura. Nel morso accade talvolta che i denti, rigenerabili anche quattro volte l'anno, rimangano conficcati nel corpo della vittima. Questa è una caratteristica di tutti i serpenti solenoglifi (crotali e vipere).
Si nutre di roditori e altri piccoli mammiferi, uccelli, pesci, anfibi e altri rettili. Gli basta procurarsi del cibo ogni 2-3 settimane.

## Riproduzione
La riproduzione interessa la popolazione che ha raggiunto i tre anni di vita, la gestazione dura 6 o 7 mesi e i piccoli che nascono sono circa una dozzina.
Nella specie del crotalo adamantino non ci sono cure parentali e dopo poche ore dalla nascita i piccoli lunghi circa 30 centimetri lasciano la madre per cominciare la caccia alle loro prede essendo muniti di sacche velenifere e per iniziare la loro vita indipendente.

## Comportamento
La loro aspettativa di vita si aggira attorno ai 20-25 anni, generalmente meno a causa della caccia che gli si dà e l'espansione umana nei loro habitat naturali. Il serpente a sonagli fa vita solitaria eccetto che nel periodo della riproduzione; è tra le specie più aggressive che si trovano in Nord America e raramente si danno alla fuga se infastiditi o minacciati. Quando infastiditi, cominciano ad agitare la coda, al cui termine si trova il crepitacolo (comunemente noto come sonaglio), che ha la funzione di avvertire l'aggressore.
Pare che i serpenti che vivono vicino ai centri abitati abbiano imparato a non usare troppo spesso il loro sonaglio per evitare di essere uccisi o catturati. Durante la stagione fredda, vanno in letargo in grotte o seppellendosi sottoterra. Sono cattivi scalatori. Gli esemplari adulti non hanno predatori naturali. Aquile, falchi, poiane dalla coda rossa possono invece cacciare esemplari giovani (sono mangiatori di crotali). I serpenti a sonagli rimangono inattivi da fine ottobre ai primi di marzo, sebbene occasionalmente siano stati visti scaldarsi al sole anche d'inverno se la temperatura si alza a sufficienza.

## Distribuzione
Si ritrova in molti Stati degli USA (i più desertici, ovvero le regioni sudoccidentali come Arizona, Nuovo Messico, Kansas, Arkansas, Oklahoma e Texas) e nel Messico, nel Nord-est.
Nel settembre 2009 un esemplare di questa specie, forse sfuggito da un terrario privato, è stato avvistato nella pineta di Castelfusano vicino a Ostia, e catturato dopo un giorno di ricerca dal personale del Comando Stazione Forestale di Ostia e dal servizio Cites del Corpo Forestale Italiano. Un altro esemplare è stato avvistato e catturato il 19 ottobre.
Non c'è ancora una prova certa della presenza di un terzo esemplare avvistato il 22 novembre.

## Morso

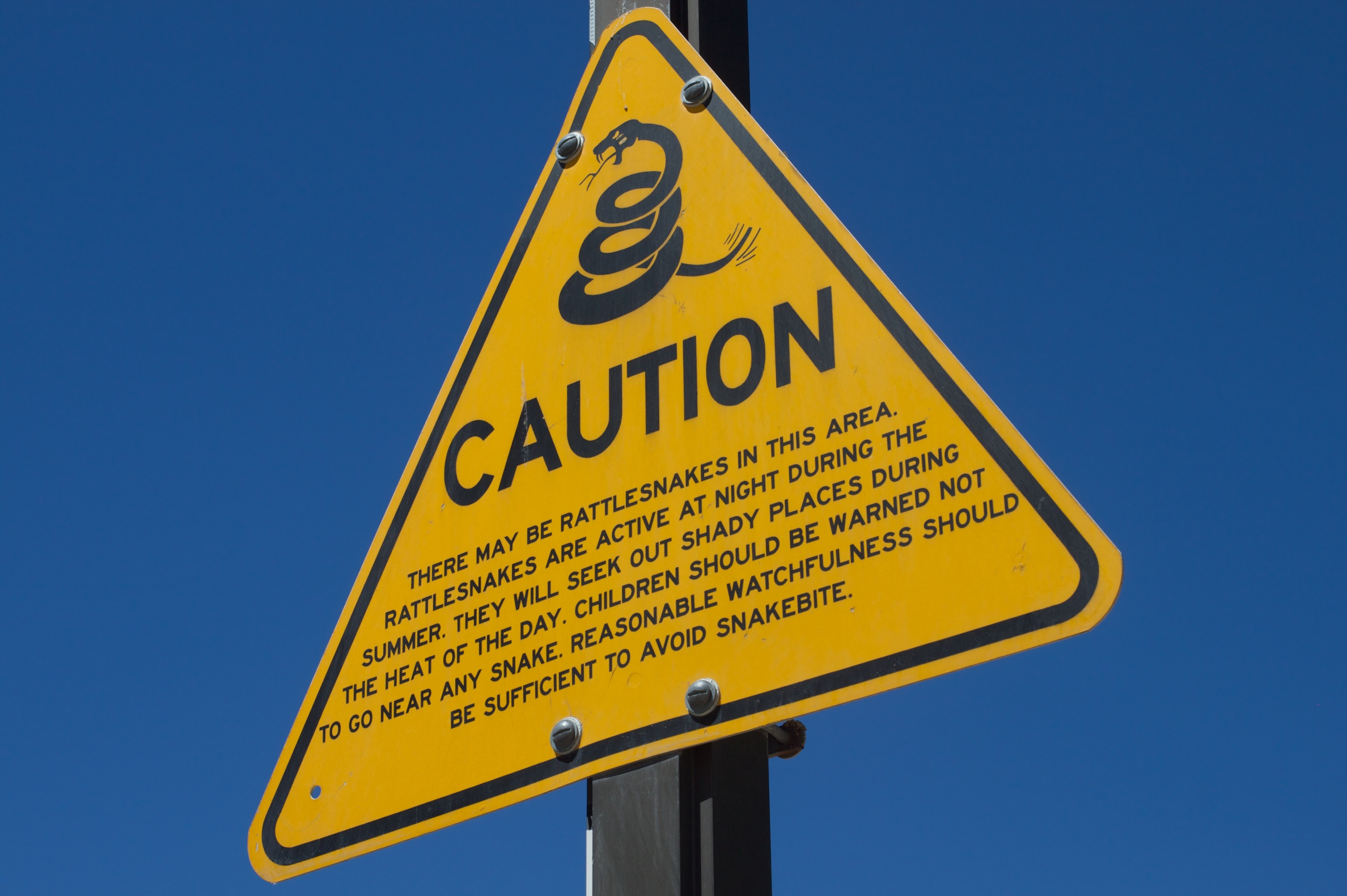
Cartello di pericolo serpenti in California

I serpenti a sonagli possiedono denti veleniferi cavi e canalicolati rivestiti di tessuto membranoso, capaci di iniettare veleno e ne possono regolare la quantità quando mordono. Generalmente inoculano una dose maggiore quando stanno cacciando prede per nutrirsi ma possono iniettare meno veleno o nulla affatto durante un attacco difensivo o di avvertimento. Un serpente impaurito o ferito può comunque non essere capace di esercitare tale controllo. Anche i piccoli di serpente a sonagli sono molto pericolosi e vanno trattati con le stesse precauzioni degli adulti essendo già dotati di sacche velenifere.
La maggior parte delle specie di serpenti a sonagli ha un veleno emotossico, distrugge tessuti, organi e causa coagulopatia (incapacità di coagulazione del sangue). Chi subisce morsi da serpenti a sonagli può avere cicatrici permanenti anche se ha avuto un pronto intervento e la somministrazione dell'antidoto mentre un ritardo nel trattamento del morso può condurre alla perdita di interi arti per necrosi o la morte. I morsi di serpenti a sonagli specie di grandi dimensioni se non trattati con tempestività sono spesso fatali. Comunque il siero antiveleno, quando applicato in tempo, riduce drasticamente il tasso di morte a meno del 4% dei casi.